# Jenny Tamburi
Jenny Tamburi (Luciana Tamburini, llamada a veces Luciana della Robbia: Roma, 27 de noviembre de 1952 – 1 de mayo de 2006) fue una presentadora de televisión y actriz italiana. 
Empezó a actuar en el teatro, a los 17 años, con Johnny Dorelli, en Aggiungi un posto a tavola.  Su debut en el cine fue en 1970, también a los 17 años, frente a Ugo Tognazzi, en la película «Madame Royale» («Splendori e miserie di Madame Royale»), dirigida por Vittorio Caprioli. Tamburi fue una memorable «mujer fatal» adolescente, en el largometraje La seduzione (1973). Trabajó en muchas películas de dos géneros italianos: la comedia erótica y el giallo. 
Trabajó como actriz entre 1970 y 1987. Tras su retiro de la actuación, a los 35 años de edad, comenzó una carrera como directora de casting y abrió una escuela de teatro en Roma.
Murió de cáncer a los 53 años de edad.

## Filmografía seleccionada
- Pierino la peste alla riscossa (1982)
- Il tango della gelosia (1981)
- Bello di mamma (1980)
- Liquirizia (1979)
- Dove volano i corvi d'argento (1977)
- Melodrammore (1977)
- Sette note in nero (1977)
- Donna... cosa si fa per te (1976)
- Sangue di sbirro (1976)
- La moglie di mio padre (1976)
- Giovannino (1976)
- Peccato senza malizia (1975)
- Frankenstein all'italiana (1975)
- Morte sospetta di una minorenne (1975)
- Peccati in famiglia (1975)
- La prova d'amore (1974)
- Le scomunicate di San Valentino (1974)
- La seduzione (1973)
- Diario segreto da un carcere femminile (1973)
- Il sorriso della iena (1972)
- Splendori e miserie di Madame Royale (1970)